# Macarorchestia martini
Macarorchestia martini is een vlokreeftensoort uit de familie van de Talitridae. De wetenschappelijke naam van de soort is voor het eerst geldig gepubliceerd in 1989 door Stock.